# La llave de mi corazón (canción)
«La llave de mi corazón» es una canción de 2007 interpretada por el cantautor dominicano Juan Luis Guerra que ha ganado numerosos premios latinos.
Fue el sencillo principal del álbum homónimo La llave de mi corazón (2007) y contó con vídeo musical donde la actriz Zoe Saldaña era protagonista.

## Información de la canción
«La llave de mi corazón», escrita por Juan Luis Guerra, es una canción de pop latino del 2007, pero con foco en las décadas de los 50. Aunque la canción está escrita principalmente en español, varias partes de la letra están escritas en inglés. 
En la canción, un hombre conoce a su casamentera en línea, incluso si no tienen mucho en común, y se pregunta qué debe hacer cuando la conozca, abriendo así "la llave de su corazón".

## Video musical
El personaje femenino principal en el video es interpretado por la actriz Zoe Saldana, con la participación también del humorista Luis José Germán y el destacado actor Iván García.

## Rendimiento gráfico
| Listas (2007)                            | Posición más alta |
| ---------------------------------------- | ----------------- |
| US Bubbling Under Hot 100 (Billboard)    | 14                |
| US Radio Songs (Billboard)               | 66                |
| US Latin Rhythm Songs (Billboard)        | 34                |
| Billboard Hot Latin Tracks               | 1                 |
| Billboard Latin Tropical Airplay         | 1                 |
| Billboard Latin Regional Mexican Airplay | 33                |

### Sucesión en las listas
| Predecesor: Ése de Conjunto Primavera | U.S. Billboard Hot Latin Songs — Sencillo n.º 1 31 de marzo de 2007 - 27 de abril de 2007 | Sucesor: Ése de Conjunto Primavera |

| Predecesor: Shorty, shorty de Xtreme | U.S. Billboard Latin Tropical Airplay — Sencillo n.º 1 17 de marzo de 2007 - 27 de abril de 2007 | Sucesor: Pegao de Wisin & Yandel feat. Los Vaqueros |

## Premios y nominaciones
Premios GRAMMY Latinos
| Año  | Obra nominada            | Categoría              | Resultado |
| ---- | ------------------------ | ---------------------- | --------- |
| 2007 | "La llave de mi corazón" | Grabación del año      | Ganador   |
| 2007 | "La llave de mi corazón" | Canción del año        | Ganador   |
| 2007 | "La llave de mi corazón" | Mejor Canción Tropical | Ganador   |

Premios Billboard de la Música Latina
| Año  | Obra nominada            | Categoría                                        | Resultado |
| ---- | ------------------------ | ------------------------------------------------ | --------- |
| 2008 | "La llave de mi corazón" | Canción tropical Airplay del año por dúo o grupo | Nominado  |

## Versiones
- La llave de mi corazón (Album Version)
- Medicine For My Soul (versión en inglés)
- La llave de mi corazón (con Taboo)
- Ao Chave do Meu Coração (Versión en portugués)